# Циртоліт

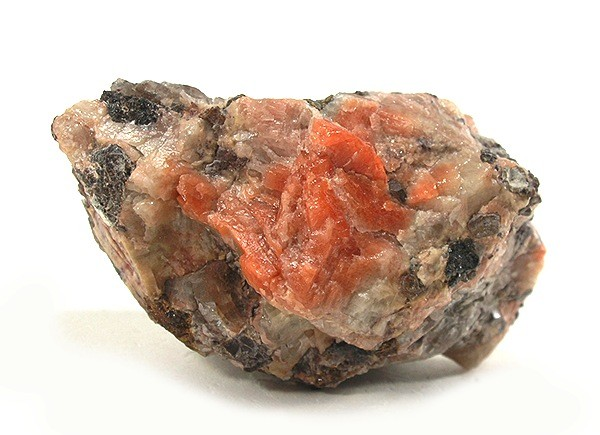
Циртоліт

Циртоліт (англ. cyrtolite) — радіоактивний метаміктний різновид циркону, збагачений ураном, торієм, гафнієм, водою та рідкісноземельними елементами в змінній кількості. Може містити до 14 % HfO2, до 1,5 % UO2, до 7 % ThO2, до 8,5 % (Y, TR)2O3 та до 12 % H2O.